# Sofia av Rheineck
Sofia av Rheineck, född 1120, död 1176, var regerande grevinna av Bentheim mellan 1150 och 1176. Hon var också grevinna av Holland som gift med Dirk VI av Holland, som var hennes medregent jure uxoris i Bentheim. 

## Biografi
Sofia av Rheineck gifte sig med Dirk VI vid okänd tidpunkt: de var dock gifta före år 1137. Äktenskapet var arrangerat av politiska skäl.
År 1150 avled hennes bror Otto II utan arvinge, och Sofia ärvde då grevedömet Bentheim. Hennes arvsrätt beskyddades av hennes mor, som agerade regent i Bentheim i hennes frånvaro. Sofia gjorde framgångsrikt anspråk på Bentheim och blev regerande grevinna, med sin make som medregent genom äktenskap.
När hennes man avled år 1157 ärvdes Holland av deras äldste son, medan deras yngre son Otto skulle ärva hennes rike Bentheim.
Mycket lite är känt om Sofia. Det är känt att hon och hennes make tillsammans agerade beskyddare av klostren Egmond och Rijnsburg i Holland. Under sin tid som änka gjorde hon tre pilgrimsresor till Jerusalem. Hon avled under sin sista pilgrimsresa år 1176. 